# Sara Conti
Sara Conti (Alzano Lombardo, 2 agosto 2000) è una pattinatrice artistica su ghiaccio italiana.

## Biografia
Dal 2019-2020, gareggia in coppia con Niccolò Macii, con il quale non intrattiene più una relazione sentimentale.
Agli europei di Espoo 2023 ha vinto la medaglia d'oro nella coppia, con Niccolò Macii, pattinando sulla colonna sonora di Nuovo Cinema Paradiso. Ha preceduto sul podio gli italiani Rebecca Ghilardi e Filippo Ambrosini ed i tedeschi Annika Hocke e Robert Kunkel.
Ai mondiali di Saitama 2023 ha vinto la medaglia di bronzo, sempre a fianco di Niccolò Macii. Nel 2025 la coppia ha vinto un altro bronzo.

## Palmarès

### Con Macii
| Risultati | Risultati      | Risultati      | Risultati      | Risultati      | Risultati      | Risultati      | Risultati      | Risultati      | Risultati      |
| Internazionali | Internazionali | Internazionali | Internazionali | Internazionali | Internazionali | Internazionali | Internazionali | Internazionali | Internazionali |
| Evento | 2019-20        | 2020-21        | 2021-22        | 2022-23        | 2023-24        | 2024-25        |                |                |                |
| --- | -------------- | -------------- | -------------- | -------------- | -------------- | -------------- | -------------- | -------------- | -------------- |
| Campionati mondiali |                |                | R              | 3°             | 6°             | 3°             |                |                |                |
| Campionati europei |                |                | 7°             | 1°             | 6°             | 2°             |                |                |                |
| GP Finale |                |                |                | 3°             | 2°             | 4°             |                |                |                |
| GP Cup of China |                |                |                |                |                | 1°             |                |                |                |
| GP della Finlandia |                |                |                |                | 2°             |                |                |                |                |
| GP Gran Premio d'Italia |                |                | 7°             |                |                |                |                |                |                |
| GP Skate Canada |                |                |                | 3°             |                |                |                |                |                |
| GP Trophée Eric Bompard |                |                |                |                | 2°             | 2°             |                |                |                |
| GP MK John Wilson Trophy |                |                |                | 2°             |                |                |                |                |                |
| CS Finlandia Trophy |                |                | R              |                |                |                |                |                |                |
| CS Golden Spin | 13°            |                |                | R              |                | R              |                |                |                |
| CS Nebelhorn Trophy |                |                | 10°            | 4°             |                |                |                |                |                |
| CS Lombardia Trophy |                |                | 5°             | 1°             | 1°             | 1°             |                |                |                |
| CS Warsaw Cup | 15°            |                | 7°             |                |                |                |                |                |                |
| Bavarian Open | 6°             |                |                |                |                |                |                |                |                |
| Cup of Nice |                |                | 2°             |                |                |                |                |                |                |
| Challenge Cup |                | R              |                | 1°             | 1°             |                |                |                |                |
| IceLab Cup | 5°             |                |                |                |                |                |                |                |                |
| Tayside Trophy |                |                |                | 1°             | 1°             | 1°             |                |                |                |
| Nazionali |                |                |                |                |                |                |                |                |                |
| Campionati italiani | 3°             | 3°             | 3°             | 1°             | R              | 1°             |                |                |                |
| Eventi a squadre |                |                |                |                |                |                |                |                |                |
| World Team Trophy |                |                |                | 4º S 3º P      |                | 3º S 2º P      |                |                |                |
| CS = Challenger Series; GP = Grand Prix; R = Ritirati; C = Evento cancellato S = Risultato della squadra; P = Risultato personale. Medaglie assegnate solo per il risultato della squadra |                |                |                |                |                |                |                |                |                |